# Секєр (потік)
Секєр (словац. Sekier) — річка в Словаччині, ліва притока Слатини, протікає в окрузі Зволен.
Довжина приблизно 9.2-12.2 км. Витік знаходиться в масиві Явор'є на схилі гори Малий Лисц — на висоті близько 655 метрів. Протікає територією міста Зволен.
Впадає у Слатину на висоті приблизно 300-305 метрів (водосховище Мотова).